# 伊克隆拜雷尼
伊克隆拜雷尼，是匈牙利沃什州所辖的一个村，总面积2.96平方公里，总人口32，人口密度10.8人/平方公里（2010年1月1日）。